# Kerritetra
Kerritetra (Inpaichthys kerri) är en fiskart som beskrevs av Jacques Géry och Woltgang Junk, 1977. Kerritetra ingår i släktet Inpaichthys och familjen Characidae. Inga underarter finns listade i Catalogue of Life.